# Centro de Desenvolvimento do Voleibol (Uruguai)
O Centro de Desenvolvimento do Voleibol (Uruguai)  é  um  projeto  uruguaio de voleibol indoor feminino e masculino da cidade de Montevidéu. Atualmente disputa a Super Liga A1 Uruguaia e após o vice-campeonato nacional no naipe masculino de 2023 rendeu-lhe qualificação para o Campeonato Sul-Americano de Clubes de 2024.

## Histórico
Durante a Pandemia da COVID-19, Ismael Perdomo após refletir com sua experiência de muitos anos a praticar o voleibol, percebeu que nos tempos atuais os jovens estavam distantes, e ir de imediato para uma liga sênior os levavam ao insucesso na competição, então, idealizou e iniciou um projeto próprio que mais adiante seria fundamental na Liga Metropolitana de Voleibol, chamado Centro de Desenvolvimento do Voleibol (CDV). Após a pandemia, em 2021, inaugurou primeira sede, a chamada Arrieta, localizada na Parma 3070, iniciando com alguns jovens e depois alugou um armazém na área do antigo Mercado Modelo (República da Coreia 2910), local que atualmente é a sede e juntou-se posteriormente Paso Molino (Carlos de la Vega 4015) com jovens que aos poucos aderiram e foram motivados a competir. 
Foi lá que ele compreendeu que a Liga Metropolitana de Voleibol (LMV) tinha que ser uma realidade e ajudou chegar no nível que se encontra atualmente, conforme suas palavras: “Com a formação das equipes, vi a necessidade de fazê-las competir, então criou-se um movimento impressionante”, de certa forma. Outrosclubes também passaram a trabalhar as três categorias a competir nesta competição: Sub-15, Sub-17 e Sub-19, e aos poucos estão incluindo também a categoria Sub-13, uma vez que nem todas as instituições possuem esta categoria. Os que fazem parte do CDV defendem cada uma das sedes da Liga, mas também têm a possibilidade de se transferirem para outros clubes depois de formados e de facto são vários os que hoje jogam em diferentes instituições na competição.
A busca por continuar formando jogadores foi o que levou à abertura de uma quarta sede localizada em Malvín Norte (Veracierto 2580), ampliando assim um pouco mais o número de jovens que praticam este esporte. O apoio do CDV à Liga Metropolitana centra-se também na infraestrutura porque para além de muitos clubes possuírem campos próprios, há outros que não os possuem e utilizam justamente os ginásios do Centro de Desenvolvimento do Voleibol.

### Títulos conquistados
- Campeonato Uruguaio (0 vezes):
- Vice-campeão: 2022, 2023
- Campeonato Sul-Americano: